# Pentapleura subulifera
Pentapleura subulifera — єдиний у своєму роді вид ароматних малих кущів, що населяють Ірак і Туреччину; зростає на сухих вапнякових схилах, на висотах 400–1000 метрів.

## Біоморфологічна характеристика
Листки прості, цілісні, ± сидячі. Суцвіття 2–8-квіткових пахвових щитків, скупчених у верхній частині пагона. Чашечка довгоциліндрична, актиноморфна, однаково 5-лопатева, частки шилоподібні, горло волосисте всередині. Віночок від ± актиноморфних до слабко 2-губих, 5-лопатевих (2/3), рожевий, частки ± рівні, трубка циліндрична, дуже вузька. Тичинок 4. Горішки довгасті, голі.